# Hanna Bergwitz-Goffeng
Hanna Bergwitz-Goffeng (Christiania, circa 1825 - 22 december 1879) was een Noors componiste en pianiste.
Ze werd geboren als Hanna Henriette Bergwitz, ze huwde douanier Hans Henrik Goffeng (1820-1888). Haar jongere zuster Dorthea Bergwitz (overleden 13 juli 1896) Zij bleef na de dood van haar zuster bij haar zwager wonen.
Hanna kreeg al vroeg lessen in de muziek van acteur en zanger Ferdinand Wienecke en pianist Otto Wetterstrand. Ze werd mede daardoor al snel een geliefd muzieklerares. Ze werkte tot aan haar dood in 1879.
Ze schreef marsmuziek en liederen op teksten van Bernhard Severin Ingemann, Andreas Munch, Jørgen Moe, Henrik Ibsen en Bjørnstjerne Bjørnson. Ze had echter te maken met achterstelling van vrouwen. Er verschenen slechts weinig stukken van haar in druk. Populair in de 21e eeuw is nog steeds haar Parademarsj.
Werken:
- Tre sange (den bästa vännen, Hjertats hem! (een gedicht van Carl XV), Den trötta vandrar (voor zangstem en piano, uitgegeven door Brødrene Hals)
- Syv sange, een populaire uitgave destijds bij Warmuth Musikforlag; het behoorde tot de top 250 verkochte werken bij die uitgeverij)
- Fem sange (Af steffen jeg undres pass, Det var hin prude kongeson, Liden gunver, Laer mig nattens stjerne, Stille nat (Warmuth, 1876)
- Parademarsj[5]
- Axvallamarsch (Marche d’Axwalla)
- Hønnørmarsch for det norske landkadetkorps (gedrukt in 1864, maar al in 1862 uitgevoerd)